# گلن آیتکن (بازیکن فوتبال)
گلن آیتکن (انگلیسی: Glenn Aitken؛ زادهٔ ۳۰ سپتامبر ۱۹۵۲) بازیکن فوتبال اهل بریتانیا است.
از باشگاه‌هایی که در آن بازی کرده‌است می‌توان به باشگاه فوتبال مارگیت، باشگاه فوتبال دارتفورد، باشگاه فوتبال گیلینگام، باشگاه فوتبال ویمبلدون، باشگاه فوتبال مایدستون یونایتد، و باشگاه فوتبال چتم اشاره کرد.